# Inwendig automorfisme
In de abstracte algebra is een inwendig automorfisme van een groep G een automorfisme {\displaystyle f:G\to G} van de vorm:
{\displaystyle f(x)=axa^{-1}}
met a een element van G. Men kan nagaan dat zo'n afbeelding de groepsstructuur bewaart en dus inderdaad een isomorfisme is. Een automorfisme dat niet te schrijven is als een inwendig automorfisme, noemt men een uitwendig automorfisme.

## Achtergrond
De bewerking {\displaystyle x\mapsto axa^{-1}} noemt men ook wel conjugatie. Een inwendig automorfisme is dus een afbeelding waarbij elk element wordt afgebeeld op zijn geconjugeerde onder a, met a een willekeurig maar vast element van de groep. Het is eenvoudig in te zien dat dit een automorfisme is, want de groepsbewerking blijft bewaard onder deze afbeelding:
{\displaystyle f(x)f(y)=(axa^{-1})(aya^{-1})=a(xy)a^{-1}=f(xy)}.

## Verband met commutativiteit
Er kunnen elementen zijn die onveranderd blijven onder een inwendig automorfisme. Stel dat x zo een element is:
{\displaystyle axa^{-1}=x\,}
dat impliceert dan dat
{\displaystyle ax=xa\,}
In deze notatie is het duidelijk dat elementen die commuteren met a onveranderd blijven onder het inwendige automorfisme bepaald door a. Ruw gezegd is dus het aantal elementen dat verandert onder het automorfisme bepaald door a een maat voor het niet-commutatief zijn van de groep.

## Automorfismegroep en uitwendige automorfismen
De verzameling van inwendige automorfismen van een groep vormt zelf ook een groep. Inderdaad, het is gemakkelijk om in te zien dat de samenstelling van de inwendige automorfismen bepaald door a en b precies het inwendige automorfisme is bepaald door ab. Door achtereenvolgens de conjugatie onder b en a te nemen, krijgt men:
a (bxb−1) a −1= ab x b−1a−1=(ab) x (ab)−1
wat inderdaad de conjugatie onder ab is. Dit toont dus de uitspraak aan dat de samenstelling van de inwendige automorfismen bepaald door a en b precies het inwendige automorfisme is bepaald door ab. Op gelijkaardige wijze kan men aantonen dat de andere groepseigenschappen voldaan zijn, en zo verifiëren dat inderdaad de verzameling van inwendige automorfismen van een groep vormt. Men noteert deze groep met Inn(G). Dit is bovendien een normale deelgroep van de volledige automorfismegroep Aut(G) van G. Bijgevolg kan men de quotiëntgroep nemen:
Aut(G)/Inn(G).
Deze noemt men de groep van uitwendige automorfismen Out(G). Door het quotiënt te nemen van inwendige automorfismen, vallen automorfismen die niet inwendig zijn, maar op een inwendig automorfisme na gelijk zijn, in dezelfde equivalentieklasse. Meer intuïtief, maar dus niet geheel correct zegt men soms: "groepsautomorfismen die niet inwendig zijn, zijn uitwendig".

## Inwendige automorfismen van andere structuren
Al het bovenstaande betrof inwendige automorfismen van groepen. Het concept kan echter ook gedefinieerd worden voor tal van andere structuren, bijvoorbeeld voor een ring en een lie-algebra.